# Beat (film, 1976)
Pour les articles homonymes, voir Beat.
Pour plus de détails, voir Fiche technique et Distribution.
Beat est un film québécois réalisé par André Blanchard ,.
Il s'agit du premier film du réalisateur québécois André Blanchard  tourné en 1976 à Rouyn-Noranda en Abitibi-Témiscamingue,. 
Le film Beat compte sur une distribution d’acteurs et de participants locaux. Il est le premier moyen métrage de fiction à être tourné dans cette région.

## Synopsis
Drogue, amour et violence : la rage de vivre d'une certaine jeunesse dans le centre-ville de Rouyn-Noranda dans les années 1970.
Un jeune "pusher" reçoit une ancienne camarade de collège.devenue comédienne, elle effectue une tournée en région.  Lui, son milieu est maintenant l'univers de "drops-outs" de Rouyn, elle aspire à d'autres univers et à d'autres projets. Le contact n'est plus possible.

## Fiche technique
- Titre original : Beat [6].
- Pays d'origine : Canada
- Réalisateur : André Blanchard
- Producteur : André Blanchard et Ghyslaine Guy
- Scénario : André Blanchard
- Direction de la photographie : Alain Dupras
- Son : Robert Girard
- Musique : Abbittibbi
- Montage : Francis van den Heuvel
- Genre : Fiction
- Durée: 65 minutes
- Date de sortie : 1976

## Distribution
- Bertrand Gagnon
- Nicole Scant
- Daniel Laurendeau
- Dominique Ayotte
- Alice Pommerleau

## Production
Les personnages du film jouent leurs propres rôles que dans la vie: Les policiers, les vendeurs de drogues, les motards, etc.
Le film est produit avec de faibles moyens financiers grâce à une bourse du Conseil des arts. Le film Beat s'inscrit dans la vague des années 1970 où se multipliaient les productions en dehors des grands centres.